# Da Cornazzano
Appartenenti a una famiglia d'antichissima origine, i da Cornazzano, con molta probabilità, di origine germanica, erano vassalli legati ai Canossa e alla Diocesi di Parma. Tennero estesi patrimoni feudali nel Parmense, nel Reggiano e nel Piacentino [Castelnuovo de' Terzi, (poi Fogliani), e Sant'Albino, (poi Lusurasco)]. Esponenti della casata si distinsero nel rango di Podestà e ressero le sorti d'importanti città dell'Italia Settentrionale nel secolo XII e XIII; altri si segnalarono come valorosi capitani d’armi, schierati per la pars imperii sotto i vessilli di Federico Barbarossa e Federico II di Svevia.

## Le origini
Secondo l’Affò, a spingere i da Cornazzano, con Oddone (II) e il nipote Gherardo, a subordinarsi feudalmente ai Canossa “cui forse anche prima aderivano” fu la persecuzione aggressiva dei parmigiani Pallavicino, o Pelavicino.
Questa sudditanza feudale dei da Cornazzano è documentata da testimonianze che dal tempo di Bonifacio di Canossa, terminano con la morte della contessa Matilde, nel 1115. Altri studiosi ritengono che i da Cornazzano si fossero insediati nel Parmense fin dal tempo del vescovo Sigifredo II, appartenente a quella casata, spiegando in tal modo la coesistenza del legame vassallatico con i Canossa e con il Capitolo della Cattedrale di Parma. Un’ipotesi che potrebbe essere avvalorata dalla presenza, in due documenti notarili coevi risalenti secondo l’Affò attorno al 1015, con cui il vescovo Enrico di Parma riconfermava in tutte le sue proprietà il convento di San Paolo e dove sono registrati, verosimilmente, i primi nomi dell’agnazione dei da Cornazzano, nella sequenza Oddone (I) e Gerardo (I), ovvero Gerardus filius Oddonis.
La prima citazione del nomen da Cornazzano si trova nel placito deciso a Parma il 21 novembre 1046 dal vescovo Dietmar, o Teutemario, vescovo di Coira, messo dell'imperatore Enrico III il Nero.
Oddone (II) citato nel placito di Teutmario, come Oddo qui dicitur de Cornazano, fu il primo a essere indicato col cognomen della famiglia. In un precedente documento, datato Fornovo 24 ottobre 1045 veniva citato Gandolfo (Gandulfus filius quondam Obdoni) assieme ai nipoti Gerardo (II) e Oddone (II), fratelli e orfani di un defunto Gerardo (Girardus seu Obdo germanis bar[ba] et nepotis filiis quondam Girardi), vassalli di Bonifacio di Canossa. Mediante quell’atto Gandolfo rinunciava a favore di Imilia, badessa poi del monastero di San Paolo in Parma, a ogni diritto sulle sue proprietà e le pertinenze del castello di Giarola e della cappella di San Nicomede. 

Il 18 giugno 1051 Odo, ovvero Oddone (II), di Gerardo da Cornazzano era a Spilamberto, con Ubaldo, Vuido, Ato, Borello, Alberto e Vulgarello, vassalli di Bonifacio di Canossa, duca e marchese di Toscana, che presiedeva un placito riguardante i diritti sulla corte, il castello e la cappella di Sala nel Modenese a favore di Cadalo vescovo di Parma. Oddone dichiarò allora d’essere vassallo sia del Canossa che della diocesi di Parma.
Il medesimo Oddone, Odo de Cornazzano, quale vassallo dei Canossa, per la marchesa Beatrice di Lotaringia, vedova di Bonifacio, e la figlia Matilde, fu testimone, a Marengo il 18 agosto 1073, ad una donazione di terre che queste possedevano a Castellonchio, a favore del Monastero di San Paolo (Parma).
Il 15 maggio del 1076, Gandolfo da Cornazzano, o Gandulfus de Cornazano, compare come testimone dell’atto di donazione da parte di Giulia, vedova di Arcoino, di due masserizie nel Reggiano,, a Prato Arneri presso Corviaco (oggi Cavriago, e a Casale Revani di Poviglio, a favore del Capitolo della Cattedrale di Parma dove era arcidiacono suo figlio Giovanni. Sempre nella cattedrale di S. Maria, il 2 gennaio 1090, si legge in un atto rogato da Adegerius notarius sacri palacii,  si trovava il canonico Lanfrancus, filius Gandulfi de Cornazano. Cfr. ivi, Cfr. ivi, n. pp. 233–234.
Il 9 dicembre 1081, Oddone (II) da Cornazzano e il pronipote Gerardo (III) risultano esser stati testimoni per Matilde di Canossa a Reggio come risulta in un atto di donazione fatta al monastero di San Prospero.
Gerardo (III) compare ancora come testimone nel 1096 a Piadena, e nel 1099 a Lucca, e quindi, il 29 marzo 1101, in un atto rogato a Guastalla, con cui la contessa, invocata dall’arciprete Giovanni, riconfermava la sua alta tutela al locale monastero di San Pietro. Infine, nel 1113 il medesimo Gerardo (III), vassallo di rango, compare nel seguito di Matilde, in curte Pigognage, a Pegognaga nel mantovano, ove la contessa maestosamente fece donazione di un manso, bosco e pascolo posti sull’isola di Revere, all’abbazia di San Benedetto in Polirone.
Defunta Matilde di Canossa, il 24 luglio 1115, i da Cornazzano passarono immediatamente fra i fautori dell’imperatore L’8 aprile 1116, Gerardo (III), Girardus de Cornazano, si trovò tra i cives parmenses testimoni al placito tenuto dall’imperatore Enrico V di Franconia a Reggio con il quale i figli di Gerardo de Herberia furono obbligati a restituire alla Chiesa di Parma la corte di Marzaglia, nel Modenese. Il medesimo Gerardo nel maggio 1116 nella rocca di Governolo è nel seguito di Enrico V durante la cerimonia d’acquisto da parte dell’imperatore, dell’eredità di Matilde.
Nel 1116 i membri della famiglia da Cornazzano sono elencati fra gli eminenti cives parmenses e si trovano inseriti col prestigio di protagonisti nelle strutture civiche comunali fino al XIII secolo. Tra questi, un Giacomo da Cornazzano nel 1179 ricoprirà l'importante carica di Rettore della Società dei Militi che tutelava gli interessi politici dell'aristocrazia nell'ambito del Parmense.
Il 3 agosto 1136 un altro Oddone manifestò con propria sentenza (iudicatum) che, se fosse morto senza discendenza maschile, avrebbe fatto donazione di metà dei propri possedimenti nella contea di Parma ai suoi vassalli, decisione che rivela come egli fosse al vertice una sequela di milites minores, a lui subordinati.
Rimanevano esclusi dal lascito i beni che Oddone destinava alle chiese di San Giovanni e di Maria di Parma. Queste proprietà erano situate in terra di Sissa, alla foce del Taro, confinanti con Palasone e le rocche di San Secondo Parmense e Pizzo. Quando, poi i canonici della cattedrale di Parma, nella seconda metà del XII secolo, instaurarono sui medesimi luoghi una loro signoria territoriale i rapporti con i da Cornazzano s'inasprirono. La famiglia uscì soccombente dal conflitto con il Capitolo episcopale e fu costretta a vendere quei possedimenti.
Il 14 marzo, 1140, Gerardo (III) da Cornazzano, Gerardus de Cornazzano, fu esortato dai Piacentini a divenire loro cittadino. I consoli per incoraggiarlo gli avevano donato una casa e apprezzabili benefici. Il figlio, Gerardo (IV),  ovvero Gerardus filius predicti Gerardi, fu caricato dell’onere di dimorare a Piacenza almeno un mese all’anno in tempo di pace e per tre con lo stato di guerra. L’Affò ha rilevato: «In tal guisa la famiglia da Cornazzano originaria di Parma restò divisa in due principali rami propagati nelle due Città con molto splendore. E certamente Gerardo non tardò a essere in Piacenza riputato altamente; conciossiaché in un atto al seguente anno spettante vedesi posto al rango stesso che i Marchesi Malaspina,  il Marchese Cavalcabò, e il Marchese Pelavicino».

## Al servizio dell’imperatore
Gerardo (IV) da Cornazzano conquistò un ruolo importante come fedele capitano d’armi al seguito di Federico Barbarossa, sovrano del Sacro Romano Impero. 
Dopo la celebrazione della seconda dieta di Roncaglia, nel novembre del 1158, promulgata la Constitutio de regalibus, strumento legale diretto a tutelare diritti e privilegi sovrani, l’imperatore si trovò a dover combattere il fiero dissenso di Milano, peraltro non condiviso dagli altri comuni lombardi. Nella primavera del 1161 si accese un aspro confronto bellico tra i milanesi e il Barbarossa che in quella fase godeva del provvisorio appoggio dei municipi padani, cominciando da quello di Parma, accompagnata da Pavia, Vercelli, Novara, Cremona, Lodi, Bergamo, Reggio che misero a disposizione le loro milizie. Sul finire dell’anno gli forze reclutate a Parma, armigeri a cavallo e fanti, sotto il comando di Gerardo da Cornazzano, raggiunsero quelle degli altri comuni lombardi e l’esercito imperiale al campo di Lodi con l’obiettivo di porre l’assedio stringente a Milano fino a conseguire la capitolazione della città.
Nel marzo 1162, dopo la lunga lotta senza quartiere e misericordia, ridotta alla disperazione, Milano si arrese alla discrezione del nemico. Venne brutalmente spianata, preservati soltanto chiese e conventi, e quindi evacuata dai propri cittadini obbligati per salvarsi ad un atto di totale subordinazione. Alle singole città lombarde che avevano partecipato con le loro truppe all’assedio di Milano venne affidata la distruzione di un settore.. Gerardo da Cornazzano, condottiero dei parmigiani, fu delegato dal Barbarossa a ricevere la resa dei Milanesi di Porta Romana.
L’anno seguente, nel 1163, salì alla cattedra vescovile della Diocesi di Parma un familiare dell’influente capitano imperiale Gerardo (IV), Aicardo da Cornazzano. L’elezione emblematicamente rappresentò allora l’alto prestigio raggiunto dai Cornazzano, legati all’imperatore Federico Barbarossa, e che s’incremntò d’autorevolezza quando l’anno seguente, nel 1164, il vescovo cumulò anche il titolo e le funzioni di podestà imperiale in Parma. Un intreccio ibrido di poteri che non ebbe tuttavia sviluppi, cancellato da altri eventi. L'antipapa Vittore IV nominò Aicardo da Cornazzano cardinale prete, ma nel 1170 venne cacciato dalla cattedra vescovile di Parma come scismatico e di lui non si trovano altre notizie.
Il servizio nelle armi aveva assicurato alla casata i primi successi. Altri seppero coglierne i suoi migliori esponenti avvalendosi, oltre che dei loro personali talenti, dei loro studi in campo giuridico, e della loro esperienza di vassalli,  in campo civile. Si inserirono con competenza, coltivando nel contempo i propri interessi, nelle istituzioni municipali di Parma, dei maggiori comuni padani, ed oltre., esercitando le funzioni di Podestà.
Il più celebrato per l’efficienza delle sue missioni podestarili fu in quel tempo Gherardo (IV), ovvero Bernardo da Cornazzano, che nel 1192 fu podestà di Parma per passare dal 1216 a Reggio, nel 1218 era a Cremona. L’anno 1224 esercitava la podesteria a Pavia; due anni dopo 1226 era a Reggio per trasferirsi a Modena l'anno seguente.  Gli storici, non senza ingenerare confusione, hanno identificato sotto vari nomi questo eminente personaggio della casata da Cornazzano conosciuto da alcuni come Gherardo Tertius, da altri come Terzo da Cornazzano, terzogenito di un Pietro da Cornazzano. Questo potrebbe avvalorare l’ipotesi che il “Gherardo Tercius” citato nel 1223 dagli Annales Cremonenses,  possa aver dato origine alla famiglia dei Terzi di Parma e dei Terzi di Sissa.
Dei tre figli di Gerardo (IV), Manfredo fu quello che conobbe grande prestigio e la massima rinomanza nella storia della casata. Nacque verso l’anno 1180. Fra’ Salimbene de Adam lo loda per le sue esperienze, talenti militari, e per la considerevole cultura, giuridica e religiosa, che valorizzò negli incarichi di podestà e nelle missioni diplomatiche affidategli da Federico II di Svevia. Nel 1224 fu rettore imperiale di Parma; nel 1237 lo era a Reggio, passando poi a governare altri comuni lombardi e toscani, a Lucca ed Arezzo. Al comando di Federico II, come capitano d’armi, fu alla guerra di Reggio. Era nuovamente podestà a Cremona nel 1244. Tornò infine in patria a Parma, dilaniata dal conflitto che contrapponeva i partigiani del Papato a quelli dell’Impero. Qui Manfredo animava la fazione dei Cornazzani fedele a Federico II, che manteneva allora il potere in città, guidata da Bartolo Tavernieri, suo cognato. Un’altra squadra della famiglia, politicamente divisa, capeggiata da un Bernardo, o Bernardino, stava tra i seguaci di papa Innocenzo IV, esuli a Piacenza. Quando, il 16 giugno 1247, i fuorusciti tentarono vittoriosamente di riprendersi Parma, sotto assedio delle truppe imperiali, nel corso della battaglia che si accese a Borghetto del Taro,  presso Noceto, Manfredo fu ucciso.

## Altri personaggi illustri
- Aicardo da Cornazzano (XII secolo) – ecclesiastico
- Adelmota da Cornazzano (XIII secolo), erede della potente famiglia Franceschi, che sposando nel 1254 Tedisio Sanvitale, fratello del vescovo di Parma Obizzo Sanvitale, gli fa avere la quarta parte del feudo di Sala e di Maiatico
- Guido da Cornazzano, (1290/1300 ca.– ante 1387) menzionato nel 1329, con il fratello Filippo, in un diploma imperiale di Ludovico il Bavaro, ove entrambi sono chiamati esplicitamente "de Tertiis", era figlio di Bernardo o Gerardo Terzo da Cornazzano (*1160/70 - 1192 circa), il capostipite dei Terzi da Cornazzano, da cui i Terzi di Parma e Reggio e i Terzi di Sissa.
- Niccolò Terzi il Vecchio di Cornazzano figlio di Guido, conte di Tizzano e di Belvedere con suo fratello di Giberto I (da cui i Terzi di Sissa), capitano del Popolo nel 1372 a Brescia e nel e nel 1375 a Reggio Emilia.
- Antonio Cornazzano (1432 ca.–1484) – letterato
- Gherardo da Cornazzano – capitano di Federico Barbarossa
- Manfredo da Cornazzano (1180 ca.-1247) - podestà di Reggio e capitano di Federico II di Svevia[22]

## Arma
Blasone: "D'argento a tre corni da caccia rivoltati d'azzurro, imboccati, guarniti e legati d'oro, posti uno sopra l'altro”, stemma citato dallo storico Bonaventura Angeli, dipinto su di una parete del castello di San Secondo (Parma). Il castello di San Secondo era dei Terzi da Cornazzano fino al 1198 quando fú ceduto.